# Fytostabilizační technologie
Fytostabilizace je termín označující proces při němž rostlina omezuje rozpustnost cizorodé látky v prostředí nebo ji jinak činí hůře přijatelnou. Znečištění se tak dále nepřenáší do potravního řetězce.
Rostliny mohou stabilizovat kontaminanty ve svých orgánech pomocí například:
- redoxních přeměn ( např.redukce CrVI na CrIII),
- převedení kontaminantů do nerozpustné podoby (např. olovo ve vazbě s fosfátem),
- zabudování do rostlinných struktur.